# 通殿神社
通殿神社（つうでんじんじゃ）は、埼玉県加須市の神社。

## 歴史
創建年代は不明である。社伝によれば、修験者が当地を訪れた際に、水害に苦しむ村人の惨状を見かねて、厳島神社から分霊を勧請したという。「通殿（つうでん）」という社名は修験道の蔵王権現が起源であり、「ざおうどの→ぞうどの→ずうどの→・・・→つうでん」と転訛したものという。当社の別称が「権現様」なのもそれに由来している。近くの真如院が別当寺であった。
1872年（明治5年）、近代社格制度に基づく「村社」に列せられた。

## 交通アクセス
- 路線バス不動岡高校前停留所より徒歩25分。